# Younès Essalhi
Younès Essalhi (né le 20 février 1993) est un athlète marocain, spécialiste du fond.
Il remporte le titre du 5 000 m aux Jeux de la Francophonie de 2013 et 2017 et aux Jeux méditerranéens de 2018.

## Palmarès
| Date | Compétition                    | Lieu       | Résultat | Épreuve | Temps          |
| ---- | ------------------------------ | ---------- | -------- | ------- | -------------- |
| 2012 | Championnats du monde juniors  | Barcelone  | 4e       | 5 000 m | 13 min 41 s 69 |
| 2013 | Jeux de la Francophonie        | Nice       | 1er      | 5 000 m | 13 min 49 s 36 |
| 2016 | Championnats d'Afrique         | Durban     | 4e       | 1 500 m | 3 min 41 s 34  |
| 2017 | Jeux de la Francophonie        | Abidjan    | 1er      | 5 000 m | 14 min 11 s 60 |
| 2018 | Jeux méditerranéens            | Tarragone  | 1er      | 5 000 m | 13 min 56 s 28 |
| 2018 | Championnats du monde en salle | Birmingham | 6e       | 3 000 m | 8 min 16 s 63  |